# 中沢健
中沢 健（なかざわ たけし、1981年〈昭和56年〉10月30日 - ）は、日本の作家、脚本家、キャラクターデザイナー、UMA研究家。

## 略歴
茨城県真壁郡協和町（現筑西市）出身。茨城県立岩瀬高等学校を経て尚美学園大学卒業。
本職は小説家で、自身の作った小説やイラストの書かれた歩く雑誌と呼ばれる張り紙を背中に貼り付け、そのスタイルを普段着としている。また、頭部には同じく動く待ち合わせ場所と呼ばれる張り紙を貼り付け、このスタイルで2003年にテレビ朝日系のバラエティー番組『銭形金太郎』に出演。本業は作家であり、小説が小学校の道徳の教科書に掲載されている。
- 2009年11月に、中沢健の長編小説デビュー作となる『初恋芸人』が風塵社より発売された。唐沢俊一、唐沢なをき、大槻ケンヂの三人が帯に推薦文を書いている。
- 『初恋芸人』は出版後、直木賞受賞作家である朱川湊人やライトノベル作家の日日日、評論家の切通理作、歌人の枡野浩一などといった多くの著名人からその内容が絶賛された。その反響の大きさから出版元の風塵社は、著名人や読者のコメントをまとめた小冊子『かぜのたより』を発行。全国の書店で配布された。
- 2016年3月に『初恋芸人』がNHK BSプレミアムで連続ドラマ化（全8話）された[1]。柄本時生初主演ドラマであり、以前から中沢がファンであった松井玲奈がヒロインを演じた。
- 枡野浩一の紹介で『小説すばる』にエッセイを寄稿した。
- 『月刊ホビージャパン』誌上で、公式に『ゴジラ対エヴァンゲリオン』のノベライズを執筆した。
- 『ダンダダン』第１９５話にも実名で登場した。主人公のオカルンは、中沢健からUMAについての情報を得ていた様子が描かれた。
- 2008年1月、講談社BOXで行われた流水大賞にて、中沢健作の小説『恋愛小説を書く男』が「あしたの賞」を受賞した。また、2006年からは、ワールドフォトプレス刊の雑誌『フィギュア王』でコラムを連載している。
- 2019年からは『月刊ホビージャパン』でコラム連載がスタートしている。
- 脚本家でもあり、円谷プロダクション製作のテレビ番組『ウルトラゾーン』ではエレキングやテレスドン、ガッツ星人といった人気怪獣の登場エピソードの脚本などを手掛けた。
- インドネシアの特撮ヒーロー番組『ガルーダの戦士ビマ（Bima Satria Garuda）』の脚本を執筆するなど、近年では海外でも活躍している。
- 2017年には『平成特撮世代~新時代のゴジラ、ガメラ、ウルトラマンと仮面ライダー~』を刊行した。
- 2006年の元旦に放映されたフジテレビ『100人目のバカ～毎日がお正月SP!』において、司会の関根勤よりバカのトップ3に認定される。これは同番組に出演した100人のバカとされる者の中で、もっともバカな3人のうちの一人という称号である。ちなみにあとの二人は、伊藤博樹、ますだけいすけ。
- 複数のコンビを結成しており、右手に障害を持つ障害者マジシャンのいわたよしあきと結成したマジシャンユニット「月刊チョコボール」で営業やバラエティー番組に出演している。 また、元たけし軍団の吉川敏夫（たけし軍団に参加していた時の名はクロマニヨン吉川）とはコラボレーション小説執筆ユニット「ナカよし」を結成。
- 2008年春より中沢のデザインしたオリジナル怪獣が、クレーンゲーム用のプライズ景品（ぬいぐるみ）になることになった。東京国際アニメフェア2008で、キャラクターぬいぐるみのお披露目もされた（正式商品名は『中沢健の怪獣図鑑ぬいぐるみ』シリーズに決定。商品プロデュースは安斎レオが行っている。）。『中沢健の怪獣図鑑』で1番人気のキャラクターであるほしくいは、クレーンゲーム登場の2ヶ月前にオリジナルカラーの限定版のぬいぐるみほしくい・チャーミングピンクが150体生産されてイベント、通信販売等で販売された（完売したため現在は入手困難）。
- UMA（未確認動物）研究家でもあり、実際にUMAの目撃されている場所まで赴いての現地調査も頻繁に行なっている。日本のUMA研究の第一人者、天野ミチヒロとも交流がある。2008年頃から『百識王』などのバラエティー番組や雑誌などでUMAの専門家として紹介されることもある。
- 2010年10月には松戸市で目撃されていたUMAマツドドンの写真撮影に成功した。写真は東京スポーツにも掲載された。
- ファミリー劇場の人気オカルト番組『緊急検証!』シリーズでは準レギュラーとして活躍。番組では山口敏太郎、飛鳥昭雄と共に「オカルト三銃士」と呼ばれている。
- 2015年に『ビートたけしの禁断の大暴露!!超常現象(秘)Xファイル』に出演。この番組で中沢が紹介したUMA「台風人間」と「猫人間」はツイッターのトレンド入りするほどの注目を集めた。その後は毎年番組に出演することになる。「スカイヘアー」「飛行ぬっぺふほふ」といったUMAもトレンド入りを果たすなど話題を集めた。2021年には番組開始当初からレギュラー出演していた韮澤潤一郎や大槻義彦教授などの出演がなくなった後も、肯定派の代表としてスタジオ収録に参加している。
- 『おじゃMAP!!』の企画では、香取慎吾と共にツチノコ捜索も行った。
- 2018年から『上沼・高田のクギズケ!』にオカルト研究家として準レギュラーとして出演。芸能ニュースをオカルトに絡めてコメントしている。
- UMA以外にもUFO（未確認飛行物体）や超能力、世界の陰謀論といった数々のオカルトの謎に挑戦している。
- 2020年からUMAの情報を配信するyoutubeチャンネル『中沢健のＵＭＡ・オカルトチャンネル』を開設。週2本ペースでUMA情報を解説する動画を配信している。
- 2020年には東北新社の企画で初冠番組『中沢の部屋』もスタートした。
- アイドルホラー（アイドル主演のホラー映画やドラマ）研究家でもあり、AKB48卒業生の上村彩子主演の短編ホラードラマの脚本・監督も行っている。好きなアイドルは渡辺麻友、松井玲奈、久保怜音などで、理想のアイドルホラー映画として『HOUSE ハウス』、『怪談新耳袋 異形』といった作品をあげている。
- 岐阜県岐阜市の町興しに協力しており、岐阜市発祥の都市伝説である口裂け女を題材にした短編映画『エックスマンＶＳ口裂け女』を製作した。
- それまで役者としての実績はまったく無かったが、トーク番組で共演した映画監督の友松直之の抜擢により、2011年公開の映画『レイプゾンビ LUST OF THE DEAD』でメインの登場人物の一人を演じることになる。続編の『レイプゾンビ2』から『レイプゾンビ5』までシリーズ全作品に出演することになる。
- ネイキッドロフト、ロフトプラスワンなどで、親しいクリエイター仲間が出演する「中沢たけし軍団まつり」というイベントを定期的に主催している。
- 映画『オカルト地蔵』制作をきっかけに、夏目大一朗と交流が始まる。

## 人物
- 背中や頭に張り紙を張り付けた奇異なスタイルゆえか、週に一度ほどのペースで警官から職務質問を受けている。また、渋谷109等、一部の施設を出入り禁止になっている。いずれはこのスタイルで直木賞の授賞式に出たいと発言している。
- 熱狂的な特撮怪獣マニアであり、特に『ゴジラ』シリーズの大ファンで[1]、ルーブル美術館のモナリザの隣にゴジラの像を飾ってもらいたいという願いを持っている。同シリーズで一番のお気に入り作である『ゴジラvsビオランテ』は通算136回鑑賞している。
- 『ゴジラVSビオランテ』のファン代表として特撮ムック本や雑誌に寄稿したり、イベントに出演する機会がある。2011年、銀座の映画館・銀座シネパトスで同作が再上映された際には本編の上映前に中沢と同作のキャストによるトークショーが行われた。
- 中学生から高校生時代には『新世紀エヴァンゲリオン』と平成ガメラシリーズに影響を受けた[1]。
- 那須正幹、ビートたけし、水木しげる、そして前述のゴジラの計4人を人生の師匠として尊敬している。このことから『ズッコケ三人組』シリーズ、『ゲゲゲの鬼太郎』、たけし軍団のファンであることを明かしている。
- 何人かの弟子が居る。しかし、その弟子達に師匠としてやってあげられることは何一つ無いと発言している。
- 人生の究極の目標は不老不死になること。本人曰く「不老不死になって何億年も生きれば不可能なことなど絶対に無くなり、どんな夢も必ず叶えられる」とのこと。
- 『100人目のバカ』で共演した伊藤博樹のことを同番組内では「大嫌い」と発言しているが、プライベートでは意外と仲が良い。時々興味のある話題やジャンルの違いで言い争いになることがある。
- 2007年8月時点で25歳の童貞であり、女性に関してはかなりのネガティブ思考（弱気）で、本人曰く「中沢健の女性好感度はムカデ以下」とのことだったが、2010年に初めての彼女が出来て、同年8月29日の未明に童貞を卒業した。童貞喪失の直後にtwitterに『童貞卒業なう！』とツィートを投稿したことが話題となり、雑誌、ネットニュースなどでも取り上げられた。
- ときどきストリップ劇場の司会もしている。なお、彼がストリップの司会をしているのはビートたけしがストリップの舞台で芸人デビューしたことを意識してのことだと言われており、初めて彼がストリップの舞台に立ったのはたけし軍団の若手、早川伸吾のサポート役としてだった。
- ライブなどでは何度か友人が少ないと発言しているが、実際にはなかなか個性的な友人に囲まれている。
- エスパー伊東とは、お互いに一番大好きな漫画が『ゲゲゲの鬼太郎』であったことがキッカケとなり、親しい間柄になった。
- 2007年、ワンダーフェスティバル会場において『中沢健の怪獣図鑑』が、一冊900円で販売された（その後も自身の出演するライブなどで販売されている）。玩具プロデューサー、安斎レオと親交があり商品企画に関してのアドバイスを受けている。『フィギュア王』の連載も安斎の推薦によるもの。
- 2008年に監督した映画『白カラス』が4年の制作時期を掛けて完成。ロフトプラスワンで上映。出演はスーパーアイドル日野誠、東方力丸、早川伸吾、ホーキング青山等。
- 公式サイトもあり、ネットラジオやイラスト、ブログなどがある。このウェブサイトはほぼ、月刊チョコボールの相方いわたよしあきが作成した。中沢自身はパソコンの扱いが苦手で使える機能はワードとインターネットの検索くらいだと語っている。パソコンだけでなく機械全般が苦手であるようで、洗濯機や電子レンジも上手く扱えなく、出演したバラエティー番組ではその機械音痴っぷりをツッコまれている。
- 20歳過ぎまで右と左が分からず、現在も時々間違えている。その他にも地理が壊滅的に理解できていないなど、バカトップ3に選ばれただけあってそのバカっぷりを証明するエピソードがある。酷い方向音痴でよく迷子にもなる。
- 2006年～2007年に放送されていたTBSのバラエティー番組『アスリート応援TV! ニッポン!チャ×3』の企画で島田紳助と同じ野球チームに参加していたこともある。中沢は80歳の老人ピッチャーが投げた球を三振してしまった。
- クレーンゲームの景品化もされた『中沢健の怪獣図鑑』で最初に作られたキャラクター「まこと虫」は中沢が弟の「中沢まこと」をからかうために生み出した。そこからスタートした中沢怪獣は友人知人をモチーフに生み出されたキャラクターも多く、「まんばる人」のモデルはナカよしの相方である吉川敏夫。「くま」は作者である中沢自身の分身的存在なキャラクターである。
- 世にも奇妙な物語の熱狂的なファンである[要出典]。

## 主な仕事

### 著書
- 初恋芸人（2009年11月、風塵社） - 2016年に小学館・ガガガ文庫から文庫化。
- キモイマン（2017年1月18日、小学館・ガガガ文庫）
- 平成特撮世代~新時代のゴジラ、ガメラ、ウルトラマンと仮面ライダー~（2017年3月2日、洋泉社）
- キモイマン2（2017年6月20日、小学館・ガガガ文庫）
- 茨城の妖怪図鑑 ご当地妖怪図鑑（2019年6月25日、TOブックス）
- となりのUMAランド 写真で見る未確認生物図鑑（2023年7月26日、 横浜アニメーションラボ）

### 共著
- 怪談・呪い屋敷～実話恐怖物語 恐怖・呪いシリーズ（TO文庫）
- 怪談・呪い家族（TO文庫）
- タブーに挑む! テレビで話せなかった激ヤバ情報暴露します3 台風人間・八咫烏のヤバすぎる正体から最新宇宙人情報まで（2016年11月19日、文芸社）

### 脚本
- ウルトラゾーン（第12、13話「いつも隣にホーがいる 前編後編」、第14、15話「東京ジュラ紀 前編後編」、第21、22話「悪魔が降りた日 前編後編」）
- 燃える仏像人間（2013年）
- ガルーダの戦士ビマ（Bima Satria Garuda）（2013年） - インドネシア製作の特撮ヒーロー番組
- 怨霊映像シリーズ
- 大怪獣チャランポラン祭り 鉄ドン
- オカルト地蔵（『愛する彼女を助けたいんだ』、『コードネーム：オカルト』）
- カミノフデ 〜怪獣たちのいる島〜（2024年）

### 雑誌、書籍など
- フィギュア王 - コラム連載
- 月刊コロコロコミック - カラーグラビア記事連載
- 小説すばる
- キネマ旬報
- 天国へのペットの手紙
- わが家の発見
- ビンボーのススメ
- ムー
- QuickJapan
- GON!
- SPA!
- EX大衆
- 週刊特報
- sabra
- 東京Walker
- 散歩の達人
- 東宝特撮総進撃（別冊映画秘宝）
- モスラ映画大全（別冊映画秘宝）
- 特撮秘宝
- 別冊映画秘宝 アニメ秘宝発進準備号 オールタイム・ベスト・アニメーション
- 文芸ラジオ
- 映画秘宝EX 究極決定版 映画秘宝オールタイム・ベスト10
- 月刊ホビージャパン ※2019年よりコラム連載もスタート
- シン・ゴジラWalker
- 怪獣大進撃リターンズ
- 2016予言 驚異のシナリオ
- ヤングアニマル嵐
- 特撮ゼロ
- 実話ナックルズ
- 別冊映画秘宝 新世紀特撮映画読本
- 別冊映画秘宝 実相寺昭雄研究読本
- 別冊映画秘宝 オール東宝怪獣大図鑑
- 別冊映画秘宝 新世紀怪獣映画読本
- まんが秘宝 男のための青春まんがクロニクル
- ウルトラマン大怪獣図鑑(怪獣解説監修)
- ウルトラセブン大侵略者図鑑(怪獣解説監修)
- 帰ってきたウルトラマン大怪獣図鑑(怪獣解説監修)

### 電子書籍
- たけし怪獣記 上・中・下巻
- 歩く雑誌月刊中沢健（エンターテイメント情報誌）

### 新聞
- 朝日新聞
- 東京新聞
- 東京スポーツ
- リアルスポーツ
- 茨城新聞

### その他
- 教科書『みんなのどうとく』

## テレビ・ラジオ出演

### テレビ
- 銭形金太郎（2003年・2004年・2008年テレビ朝日）
- めざましテレビ（2004年、フジテレビ）
- ラジかるッ（2008年、日本テレビ）
- マルチなあいつ!（2004年、日本テレビ） - 準レギュラー
- 100人目のバカ（2005年、フジテレビ）
- 100人目のバカ～毎日がお正月SP（2006年、フジテレビ）
- ニンゲンBOX～プレミア!新種バカ図鑑～（2006年、フジテレビ）
- さんまのSUPERからくりTV（2006年・2007年・2008年、TBS）
- さんま・玉緒のお年玉あんたの夢をかなえたろかスペシャル（2005年、TBS）
- アスリート応援TV! ニッポン!チャ×3（2007年、TBS） - 準レギュラー
- ゆる神大サーカス（2007年、フジテレビ）
- モテケン（2007年、テレビ東京）
- 怒りオヤジ3（2008年、テレビ東京）
- 世界一奇妙なクイズ（2007年、テレビ朝日）
- 大阪ほんわかテレビ（2005年、よみうりテレビ）
- 鶴瓶&なるみのほんまか（2004年、関西テレビ）
- 満天商店（2008年、フジテレビ）
- 百識王（2009年、フジテレビ）
- おはよう日本（2009年、NHK）
- oh!バカちゃんぴおん（2007年、インターネットTV）
- 東京デンジャラスナイト（2007年、インターネットTV）
- 宇宙一せまい授業!（2007年、インターネットTV）
- Gyaoジョッキー レイパー佐藤のスペシャル前説（2007年、インターネットTV）
- 切通理作のせつないかもしれない（2010年、インターネットTV）
- 田代まさしのありがとうございマーシー（2010年、インターネットTV）
- 緊急検証!（2012年 - 、ファミリー劇場） - 準レギュラー
- 東京マキタスポーツ（2015年、テレビ東京）
- ビートたけしの禁断の大暴露!!超常現象(秘)Xファイル（2015年 - 2020年、テレビ朝日）
- おじゃMAP!!（2017年、フジテレビ）
- 上沼・高田のクギズケ!（読売テレビ・中京テレビ）
- リトルトーキョーライフ（テレビ東京）

### ラジオ
- オセロ中島の黒真珠婦人（2004年、TBSラジオ）
- クロノス（2010年・2014年・2015年、TOKYOFM）
- POWER BAY MORNING（2010年・2012年・2014年、BayFM）
- 峰竜太のミネスタ（2013年・2014年、ラジオ日本）
- SCHOOL NINE（2013年、JFNC）
- 夕焼けSHUTTLE（2013年、FM NACK5）
- セイタロー&ケイザブロー おとこラジオ（2014年・2019年、FM NACK5）
- Hello World（2014年・2015年、J-WAVE）
- GOLD RUSH（2016年・2017年・2018年・2019年、J-WAVE）
- 大槻ケンヂのオールナイトニッポンpremium（2018年、ニッポン放送）

### 映画
- クラッシャーカズヨシ（2006年）
- ギララの逆襲/洞爺湖サミット危機一発（2008年）
- レイプゾンビ～LUST OF THE DEAD～（2012年）
- レイプゾンビ2～LUST OF THE DEAD～（2013年）
- レイプゾンビ3～LUST OF THE DEAD～（2013年）
- レイプゾンビ4～LUST OF THE DEAD～（2014年）
- レイプゾンビ5～LUST OF THE DEAD～（2014年）
- 劇場版レイプゾンビ LUST OF THE DEAD 新たなる絶望（2014年）
- スーパームーン（2016年、監督：インタレスティング タケシ） - 動く待ち合わせ場所 役
- 干支天使チアラット（2017年、監督：河崎実）[2] - ノボル 役
- 緊急検証! THE MOVIE ネッシーvsノストラダムスvsユリ・ゲラー（2019年1月11日、東北新社）[3]
- アストラル・アブノーマル鈴木さん（2019年） - 強士 役
- バイオレンス・ボイジャー（2019年） - ともゆき 役
- イド・シャーク（2023年）- 中沢健 役
- オカルト地蔵（2023年）[4]

### 舞台
- 劇団ゆきひら鍋初公演～くすぶりからの挑戦～（2004年）

### DVD
- 河崎実大全
- oh!バカちゃんぴおん
- 怨霊映像・特別篇 怪奇女子会 戦慄!ナデシコの恐怖（2011年12月2日、マジカル）
- 怪奇ミステリーファイル やっぱりあった都市伝説（2012年、JVD）

### イベント
- ますだまつり
- クラッシャーカズヨシ上映会
- 怪獣のあけぼのDVD発売記念イベント
- アキバネットバンク
- 銭金スーパーライブ
- ホーキング青山プレゼンツ・C-1グランプリ
- そのまんま東・今泉会
- 中沢たけし軍団まつり
- P-1グランプリ
- アミューズメント・エキスポ
- モンスタービバ!!
- 新宿クレイジーナイト
- ロフトA メディア時評～世界のアキバのいま
- ゴジラ誕生祭2010
- 平成ゴジラクロニクル出版記念イベント 川北紘一映画と共に50年
- ファラオの小部屋 vol.3
- オーケンのほほん学校～こどもの日スペシャル
- 『中沢健・ガイガン山崎・タカハシヒョウリの 未確認社会性物体』　（2022年1月29日開催、以降隔月で開催中）